# سليمان بن حمد بن ريس
هو سليمان بن حمد بن ريس من كبار رجالات الدولة في عهد الملك سعود ومن أعيان ووجهاء أهالي الرياض. ولد في مدينة الرياض عام 1324 هجري وهو شقيق العلامة الفريد في عصره بعلمه وزهده الشيخ صالح بن حمد ال ريس.

## علمه
قرأ القرآن وحفظه في سن مبكرة ثم رحل إلى منطقة الاحساء للتدريس هناك ثم انتقل إلى الحجاز واستقر بها نظرا لتوليه إحدى المهام لدى الملك فيصل إبان تولي الملك فيصل نائبا للملك في منطقة الحجاز فصار الشيخ سليمان بن ريس مقصد أهالي نجد عامة والرياض خاصة وباقي مدن الحجاز عند قدومهم للمنطقة طلباً للعلم أو التجارة أو العمرة أو الحج.
فكان منه ان حوَّل منزله داراً عامرة للضيافة لعدم توافر أماكن خاصة بالزوار كالفنادق والمطاعم والشقق المفروشة كالتي في الوقت الحاضر وهذا نابع من أريحيته وتأصل عادة الكرم والجود في شخصيته خاصة وفي أسرته عامة وذاع صيته بين أهالي نجد وصار مقصدهم ومكان لقائهم وتجمعهم، والذي دفع الجميع إلى ذلك هو ترحابه الكبير وبشاشته عند استضافتهم ورغبته في محافظته على أصول كرمه العربي.

## صفاته
ولقد تميزت هذه الشخصية بصفات أخرى مثل التفاني بالعمل والإخلاص والأمانة. كما عرف عنه حبه الشفاعة للمسجونين ومبادراته لفك أزمات ذوي الكرب وسداد الديون عن المعسرين وتفقد أحوال أصحابه وأصدقائه وقد توفي بعد أن ترك أثراً طيباً وسمعة حسنة في مجتمعه ولا تزال هذه الذكرى العطرة عالقة بأذهان كبار السن المتواجدين الآن في مدينة الرياض ومنطقة نجد ممن قدموا آنذاك فأكرم وفادتهم وأحسن ضيافتهم ولم يبخل عليهم بشيء يملكه.

## وفاته
وفي أواخر حياته مرض فعلم شقيقه الأكبر الشيخ صالح بن حمد ال ريس فأرسل اليه ليدعوه للإقامة عنده وتوفي بالرياض عام 1362 هجري وتبع جنازته خلق عظيم من محبيه.